# Омаруру (річка)
Омаруру — найбільша річка, що протікає через регіон Еронго в західній частині Центральної Намібії зі сходу на захід. Вона бере початок у горах Етджо, перетинає місто Омаруру та село Окомбахе і впадає в море за кілька кілометрів на північ від затоки Хентіс. Притоками Омаруру є Отжімакуру, Гоаб, Шпіцкоп, Лееу та Оканджу.

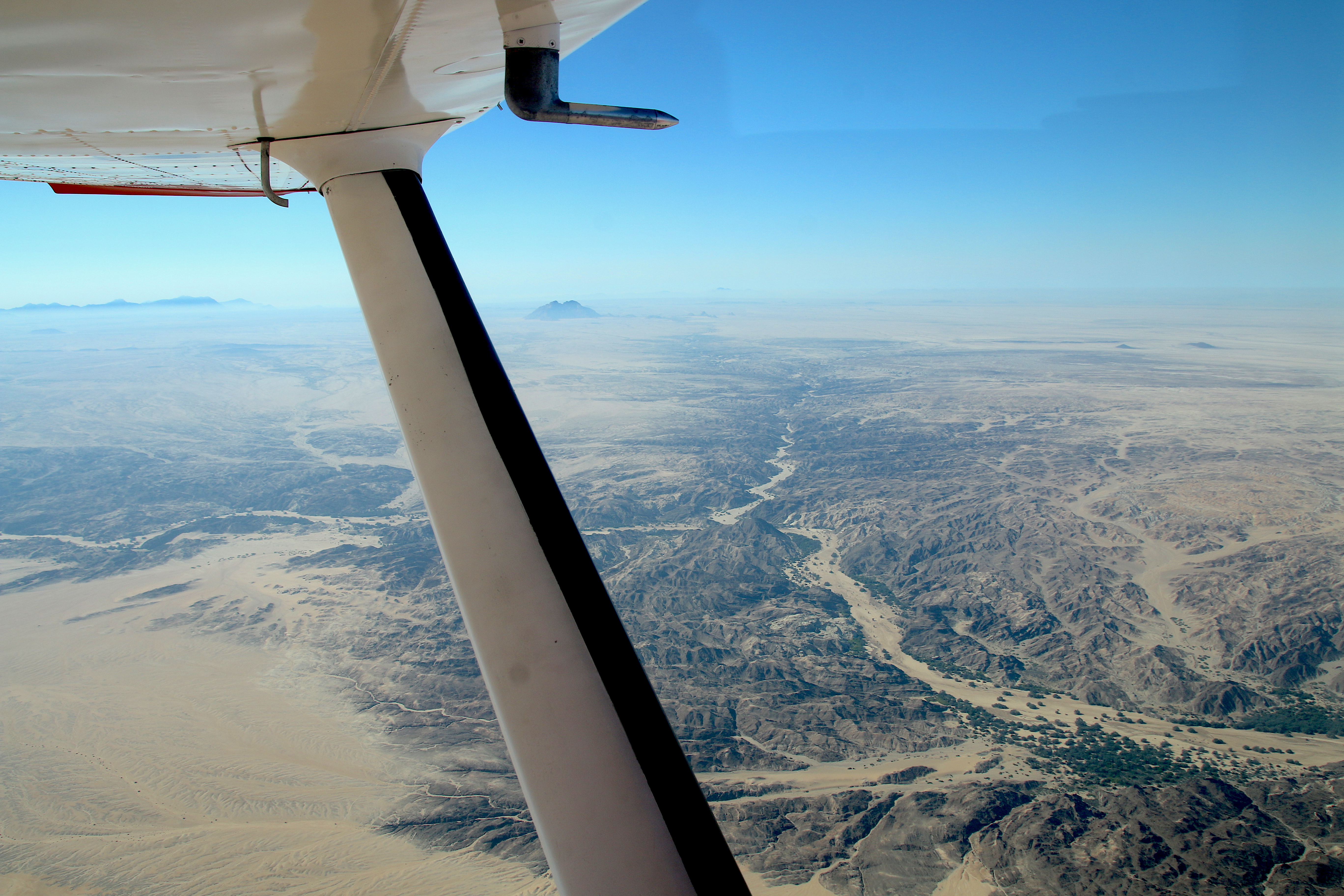
Вид з висоти пташиного польоту на річку Омаруру (2018)

Омаруру — пересихаюча річка із середнім стоком близько 40 мільйонів кубічних метрів на рік. Її палеоканали утворюють підземну дельту пустелі Наміб. Площа її басейну (разом з притоками) оцінюється від 11 579 до 13 100 квадратних кілометрів.